# Хейин Бру
Хейин Бру (настоящее имя — Ханс Якоб Якобсен) (фар.  Heðin Brú; 17 августа 1901, Скоалавуйк, Сандой, Фарерские острова — 18 мая 1987, Торсхавн, Фарерские острова) — фарерский писатель и переводчик. Один из наиболее известных прозаиков Фарерских островов.

## Биография

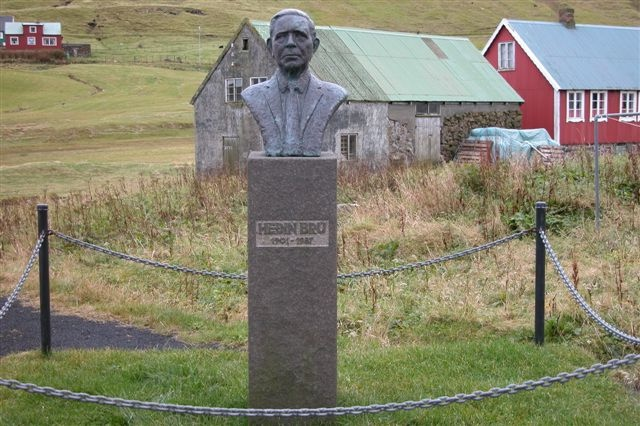
Бюст Хейина Бру на родине писателя

В молодости был рыбаком, которых позже описал как писатель в своих ранних литературных произведениях. В 1920-х годах изучал сельскохозяйственные науки в Дании. После возвращения на родину, работал советником по сельскому хозяйству в правительстве Фарерских островов.

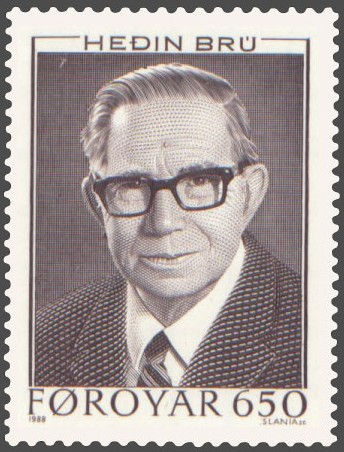

## Творчество

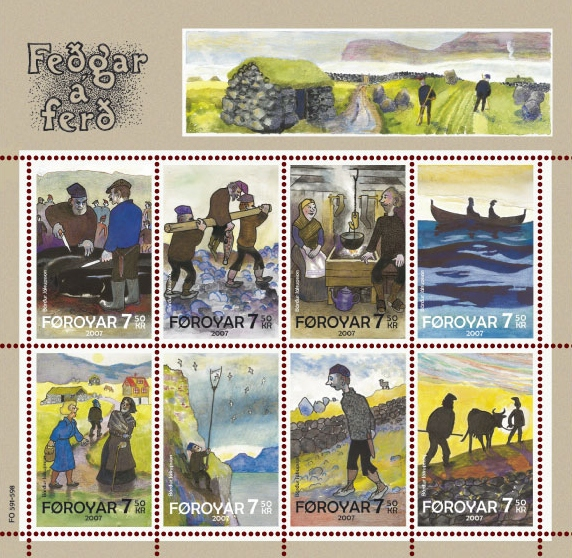
Серия почтовых марок, посвящённая произведениям Хейина Бру, созданная его сыном — художником Боруром Йоакупссоном

Первый роман Х. Бру «Lognbrá», был опубликован в 1930 году и рассказывает историю мальчика, выросшего в деревне на Фарерских островах. В 1935 году вышла вторая часть «Fastatøkur», в которой теперь уже молодой человек работает рыбаком на шлюпе. Обе книги были опубликованы в 1946 году в датском переводе под названием «Høgni». Самая известная работа Бру «Feðgar á ferð» появилась в 1940 году, рассказывает об изменениях в крестьянской среде рыбаков и возникающего в результате конфликта поколений. В 1963 году вышла книга «Leikum fagurt», едкая сатира на Фарерских политиков между двумя мировыми войнами.
Кроме романов, Х. Бру принадлежат три сборника новелл, переводил Шекспира и много произведения мировой литературы на фарерский язык.
В 1959—1974 годах был опубликован его шеститомный сборник фарерских сказок «Ævintýr I—VI».

## Избранные произведения
- 1930: Lognbrá
- 1935: Fastatøkur
- 1936: Fjallaskuggin
- 1940: Feđgar a ferđ
- 1948: Fólkatrøll
- 1963: Leikum fagurt
- 1966: Purkhús
- 1971: Búravnurin

## Награды
- 1964: Литературная премия Фарерских островов[англ.]
- 1964: Премия государственного фонда искусств
- 1980: Премия муниципалитета Торсхавна в области детской литературы[англ.]
- 1982: Медаль Хольберга[англ.]